# تایر پنچررو

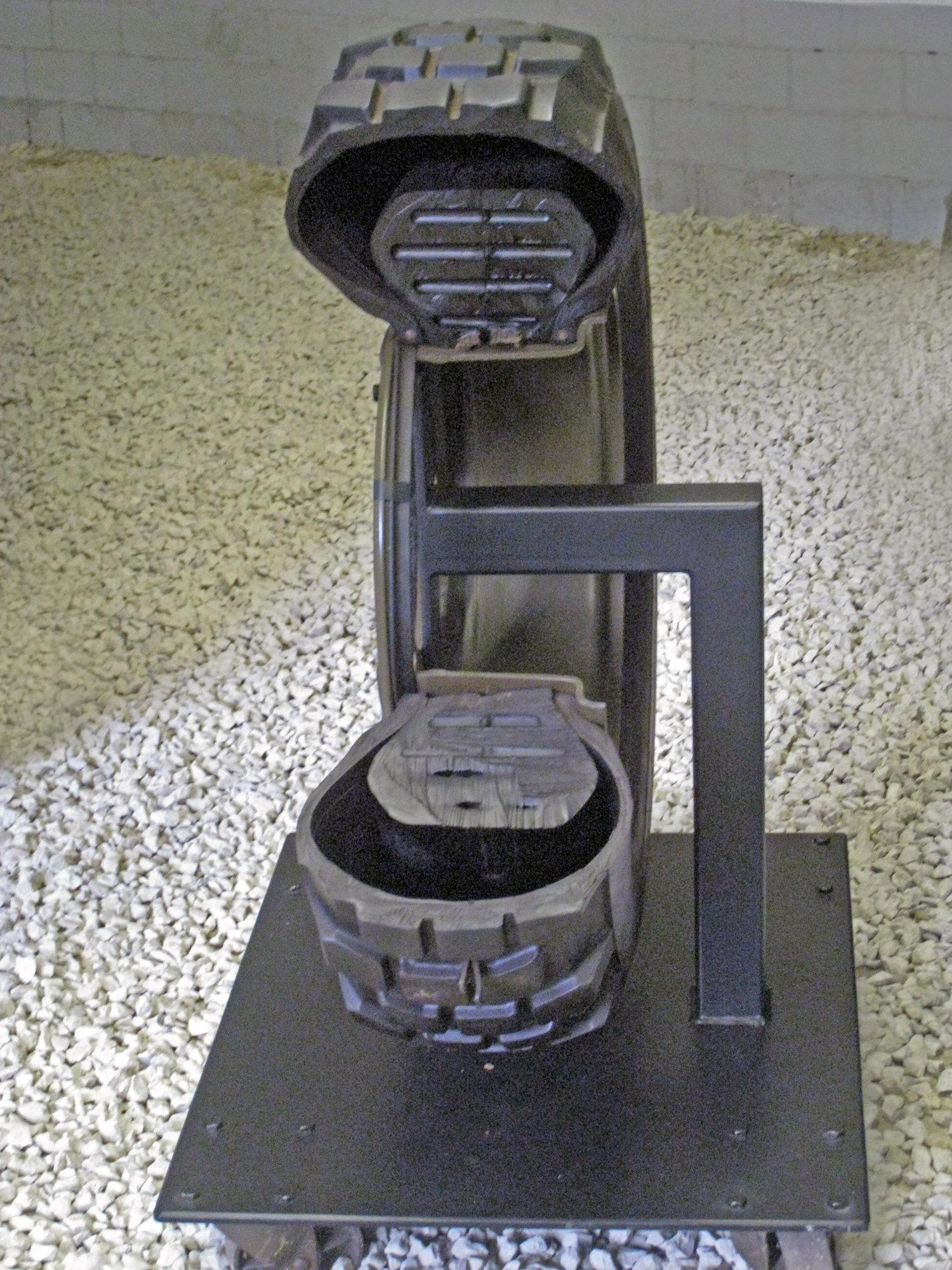
نمای عرضی مدل لاستیک موویج پیرانا

تایر پنچررو یک تایر خودرو بادی است که برای مقاومت در برابر اثرات کم‌بادی لاستیک وقتی سوراخ شده، طراحی شده‌است، و اجازه می‌دهد تا خودرو در شرایط اضطراری با سرعت کمتر - زیر ۹۰ کیلومتر در ساعت (۵۶ مایل در ساعت) - و برای مسافت‌های محدود - بسته به نوع لاستیک، معمولاً ۱۶ تا ۸۰ کیلومتر (۱۰ تا ۵۰ مایل) حرکت‌کند.

## فناوری‌ها

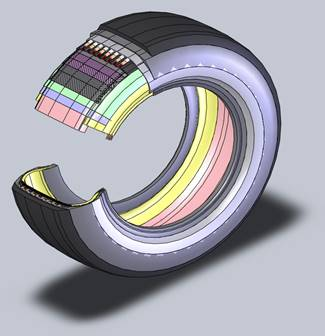
تایر جدید فشار صفر AEG پس از پنچر شدن بر اساس نتایج، حداقل سرعت 50 مایل در ساعت را بیش از 60 مایل تحمل می کند.

در حال حاضر سه فناوری اساسی موجود است که در زیر توضیح داده شده‌است.

### خود-پشتیبان
موویچ پیرانا منشأ تایرهای پنچررو خود-پشتیبان تجاری در سال ۱۹۳۵ با تایری بود که لاستیک داخلی پارچه‌ای داشت. این تایر به عنوان محافظتی در برابر ضربات، تبلیغ می‌شد، یک اتفاق رایج و خطرناک در دهه ۱۹۳۰.